# La Jonchère
Pour les articles homonymes, voir Jonchère (homonymie).
La Jonchère est une commune du Centre-Ouest de la France, située dans le département de la Vendée en région Pays de la Loire.

## Géographie
Le territoire municipal de La Jonchère s’étend sur 1 154 hectares. L’altitude moyenne de la commune est de 21 mètres, avec des niveaux fluctuant entre 2 et 35 mètres,.

### Climat
Pour des articles plus généraux, voir Climat des Pays de la Loire et Climat de la Vendée.
En 2010, le climat de la commune est de type climat océanique franc, selon une étude du CNRS s'appuyant sur une série de données couvrant la période 1971-2000. En 2020, Météo-France publie une typologie des climats de la France métropolitaine dans laquelle la commune est exposée à un climat océanique et est dans la région climatique  Bretagne orientale et méridionale, Pays nantais, Vendée, caractérisée par une faible pluviométrie en été et une bonne insolation. 
Pour la période 1971-2000, la température annuelle moyenne est de 12,3 °C, avec une amplitude thermique annuelle de 13,5 °C. Le cumul annuel moyen de précipitations est de 818 mm, avec 12,5 jours de précipitations en janvier et 6,2 jours en juillet. Pour la période 1991-2020, la température moyenne annuelle observée sur la station météorologique de Météo-France la plus proche, sur la commune d'Angles à 4 km à vol d'oiseau, est de 13,2 °C et le cumul annuel moyen de précipitations est de 869,3 mm,. Pour l'avenir, les paramètres climatiques de la commune estimés pour 2050 selon différents scénarios d'émission de gaz à effet de serre sont consultables sur un site dédié publié par Météo-France en novembre 2022.

## Urbanisme

### Typologie
Au 1er janvier 2024, La Jonchère est catégorisée commune rurale à habitat dispersé, selon la nouvelle grille communale de densité à sept niveaux définie par l'Insee en 2022.
Elle est située hors unité urbaine et hors attraction des villes,.

### Occupation des sols
L'occupation des sols de la commune, telle qu'elle ressort de la base de données européenne d’occupation biophysique des sols Corine Land Cover (CLC), est marquée par l'importance des territoires agricoles (91,5 % en 2018), en diminution par rapport à 1990 (92,6 %). La répartition détaillée en 2018 est la suivante : 
terres arables (66,5 %), prairies (25 %), zones urbanisées (8,5 %). L'évolution de l’occupation des sols de la commune et de ses infrastructures peut être observée sur les différentes représentations cartographiques du territoire : la carte de Cassini (XVIIIe siècle), la carte d'état-major (1820-1866) et les cartes ou photos aériennes de l'IGN pour la période actuelle (1950 à aujourd'hui).

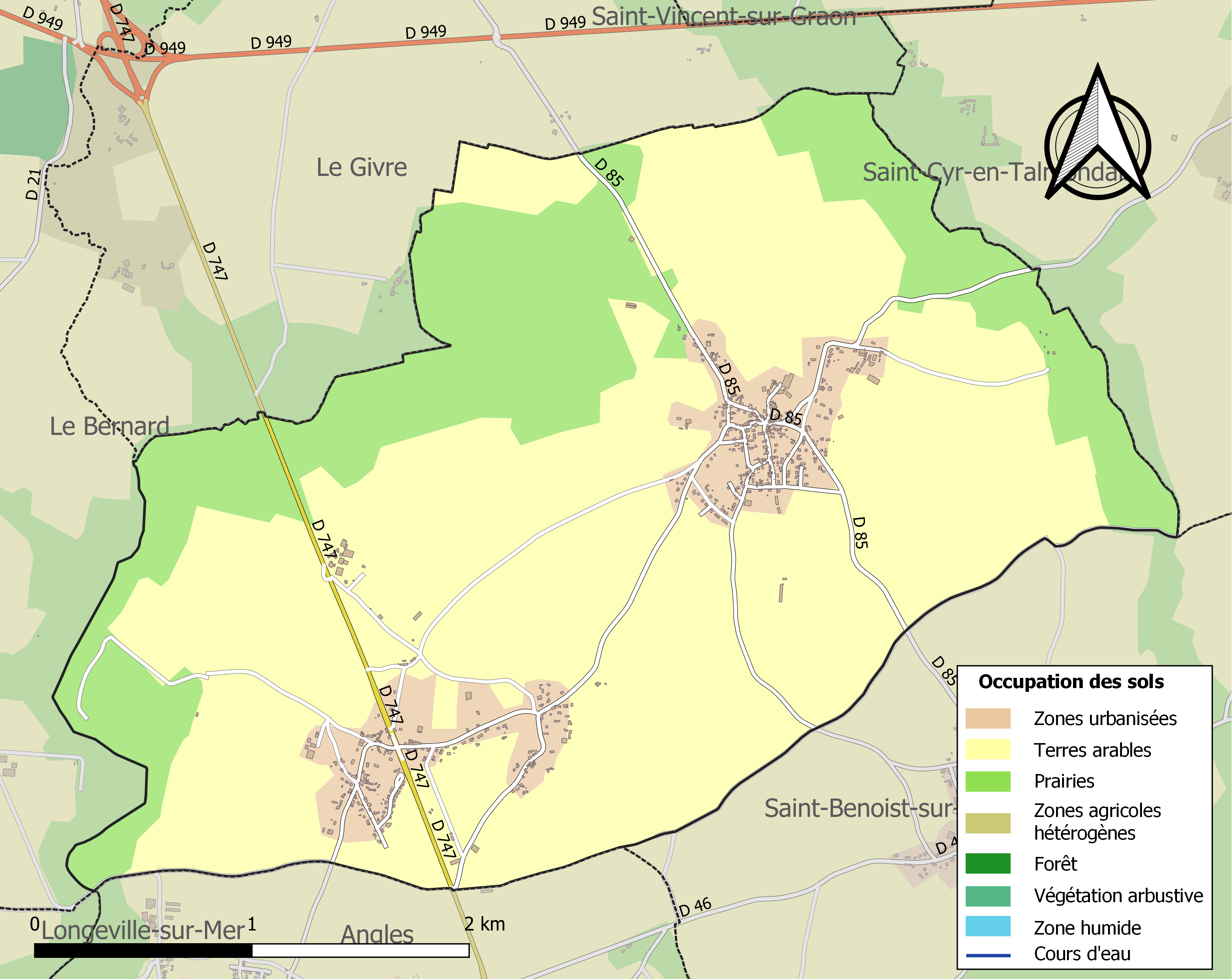
Carte des infrastructures et de l'occupation des sols de la commune en 2018 (CLC).

## Histoire

### Toponymie
Le nom de la commune de La Jonchère ne serait apparu qu'en 1262 après avoir porté successivement le nom Juncho puis plus tard Joncheria, signifiant littéralement « lieu couvert de joncs ».
« […] Hugues de La Chaise, son épouse Olive ainsi que ses fils, épris de pieuses attentions, avaient donné un certain jour de l'année 1100, au chapitre de Talmond, l'église de Saint-Martin de la Jonchère. L'abbé de Saint-Michel-en-l'Herm se croyant lésé par cette libéralité, protesta hautement : il déclara que ce bénéfice était sa propriété et porta l'affaire devant l'évêque de Poitiers, Pierre, alors de passage au monastère de Moutiers-les-Mauxfaits. Les clercs et les barons présents décidèrent, après avoir examiné les titres, que l'église appartenait réellement au couvent de Sainte-Croix, et que la plainte intempestive de l'abbé de Saint-Michel-en-l'Herm était sans fondement. Ils remirent donc l'église entre les mains de quatre moines, Giraud, prieur, Geoffroy, Roux, Goscelin et Enfard ; et pour consacrer le jugement, l'évêque investit même le moine Goscelin et lui mit un jonc dans la bouche d'où le nom de Jonchère… »

## Emblèmes

### Héraldique
| Blason | Blasonnement : D'or à la touffe de joncs de sinople, au chef d'azur chargé d'une cigogne contournée d'argent, becquée et membrée de sable, accostée de deux fleurs de lys du même. |

Quant au blason, quelques éléments peuvent justifier sa forme :
- le pied de jonc évoque La Jonchère (lieu planté de jonc) et sert pratiquement d’armes parlantes ;
- la cigogne rappelle la présence du village de la Cigogne ;
- les fleurs de lys proviennent du sceau du prêtre Jean de la Vergne ainsi que de la croix hosannière du cimetière ;
- les couleurs, jaune, vert, bleu et blanc appartiennent aux armoiries des familles de la Chaize et de Mauras. Hugues de la Chaize fonda l’église vers 1100 et Charles-Marc de Mauras était chevalier seigneur de La Jonchère au XVIIIe siècle ;
- la devise Juncis sata erat signifie De joncs elle était plantée.

## Politique et administration

### Liste des maires
| Période                                  | Période      | Identité         | Étiquette | Qualité                                                 |
| ---------------------------------------- | ------------ | ---------------- | --------- | ------------------------------------------------------- |
| 1943                                     | 1965         | Octave Cantet    |           |                                                         |
| 1965                                     | 1983         | Henri Gillaizeau |           |                                                         |
| 1983                                     | 16 mars 2001 | Hubert Mollé     |           |                                                         |
| 16 mars 2001                             | 14 mars 2008 | Michel Cantet    |           | Exploitant agricole                                     |
| 14 mars 2008                             | En cours     | Marc Bouillaud   |           | Retraité de la direction départementale de l’Équipement |
| Les données manquantes sont à compléter. |              |                  |           |                                                         |

## Population et société

### Démographie

#### Évolution démographique
L'évolution du nombre d'habitants est connue à travers les recensements de la population effectués dans la commune depuis 1793. Pour les communes de moins de 10 000 habitants, une enquête de recensement portant sur toute la population est réalisée tous les cinq ans, les populations de référence des années intermédiaires étant quant à elles estimées par interpolation ou extrapolation. Pour la commune, le premier recensement exhaustif entrant dans le cadre du nouveau dispositif a été réalisé en 2008.

En 2022, la commune comptait 483 habitants, en évolution de +9,77 % par rapport à 2016 (Vendée : +5,33 %, France hors Mayotte : +2,11 %).
| 1793 | 1800 | 1806 | 1821 | 1831 | 1836 | 1841 | 1846 | 1851 |
| ---- | ---- | ---- | ---- | ---- | ---- | ---- | ---- | ---- |
| 370  | 295  | 309  | 314  | 348  | 342  | 341  | 358  | 368  |

| 1856 | 1861 | 1866 | 1872 | 1876 | 1881 | 1886 | 1891 | 1896 |
| ---- | ---- | ---- | ---- | ---- | ---- | ---- | ---- | ---- |
| 334  | 358  | 367  | 380  | 346  | 379  | 373  | 408  | 415  |

| 1901 | 1906 | 1911 | 1921 | 1926 | 1931 | 1936 | 1946 | 1954 |
| ---- | ---- | ---- | ---- | ---- | ---- | ---- | ---- | ---- |
| 437  | 435  | 414  | 378  | 387  | 356  | 346  | 367  | 351  |

| 1962 | 1968 | 1975 | 1982 | 1990 | 1999 | 2006 | 2008 | 2013 |
| ---- | ---- | ---- | ---- | ---- | ---- | ---- | ---- | ---- |
| 344  | 307  | 277  | 282  | 238  | 296  | 362  | 381  | 411  |

| 2018 | 2022 | - | - | - | - | - | - | - |
| ---- | ---- | - | - | - | - | - | - | - |
| 460  | 483  | - | - | - | - | - | - | - |

#### Pyramide des âges
La population de la commune est relativement âgée.
En 2018, le taux de personnes d'un âge inférieur à 30 ans s'élève à 24,4 %, soit en dessous de la moyenne départementale (31,6 %). À l'inverse, le taux de personnes d'âge supérieur à 60 ans est de 39,6 % la même année, alors qu'il est de 31,0 % au niveau départemental.
En 2018, la commune comptait 231 hommes pour 229 femmes, soit un taux de 50,22 % d'hommes, légèrement supérieur au taux départemental (48,84 %).
Les pyramides des âges de la commune et du département s'établissent comme suit.
| Hommes | Classe d’âge | Femmes |
| ------ | ------------ | ------ |
| 0,4    | 90 ou +      | 1,3    |
| 10,8   | 75-89 ans    | 11,8   |
| 28,1   | 60-74 ans    | 26,6   |
| 19,9   | 45-59 ans    | 21,8   |
| 15,6   | 30-44 ans    | 14,8   |
| 9,5    | 15-29 ans    | 7,0    |
| 15,6   | 0-14 ans     | 16,6   |

| Hommes | Classe d’âge | Femmes |
| ------ | ------------ | ------ |
| 0,8    | 90 ou +      | 2,2    |
| 8,7    | 75-89 ans    | 11,1   |
| 20,3   | 60-74 ans    | 21,3   |
| 20     | 45-59 ans    | 19,4   |
| 17,5   | 30-44 ans    | 16,8   |
| 15     | 15-29 ans    | 13,2   |
| 17,7   | 0-14 ans     | 16,1   |

## Lieux et monuments

### Église Saint-Martin
Reconstruite au XVIIe siècle sur l'emplacement d'un édifice dont le bas des murs en bel appareil de granit est encore apparent à l'extérieur de la nef, l'église Saint-Martin présente les caractères de l'architecture classique, surtout dans sa façade occidentale. À l'extérieur, son clocher octogonal suscite la curiosité du fait de l'originalité de sa charpente surmontée d'une petite flèche. À l'intérieur, de nombreuses pièces de mobilier sont protégées au titre d'objets sur les monuments historiques : le maître-autel et son retable, les deux autels et retables du transept (classés en 1976) ainsi que la grille et le baldaquin des fonts baptismaux, inscrits à l'inventaire supplémentaire en 1975. Le retable du maître-autel en pierre peinte et dorée mérite notamment une mention particulière, d'autant qu'il est cité dans le procès-verbal de visite pastorale de l'évêque de Luçon en novembre 1576.

### Croix hosannière

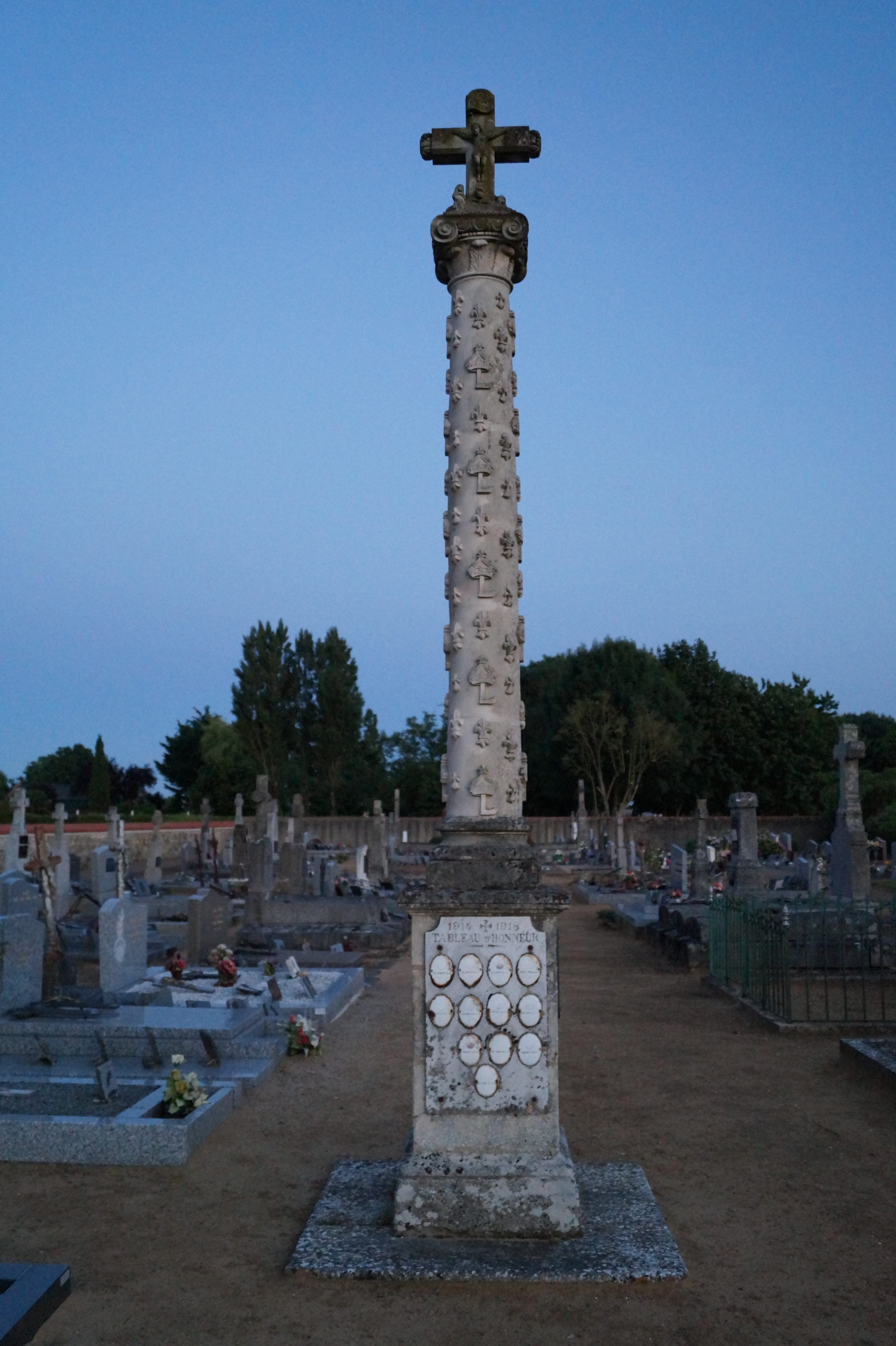
La croix hosannière.

Dans le cimetière, on peut découvrir une croix hosannière du XVIIe siècle. Cette croix, placée au centre de la nécropole, est formée d'une colonne aux proportions élégantes, dont le fût est symétriquement semé de fleurs de lys, d'hermines et de L, surmontées de la couronne royale.